# ベルンハルト3世 (ザクセン＝マイニンゲン公)
ベルンハルト3世（ドイツ語:Bernhard III. von Sachsen-Meiningen, 1851年4月1日 - 1928年1月16日）は、ザクセン＝マイニンゲン公（在位：1914年 - 1918年）。全名はベルンハルト・フリードリヒ・ヴィルヘルム・アルブレヒト・ゲオルク（Bernhard Friedrich Wilhelm Albrecht Georg）。

## 生涯
ザクセン＝マイニンゲン公ゲオルク2世とその最初の妃でプロイセン王子アルブレヒトの娘であるシャルロッテの長男として生まれた。1914年6月25日に父の死に伴って公爵位を継承したが、治世中はほぼずっと第一次世界大戦が続いた。大戦末期にドイツ革命が起き、ベルンハルトは1918年11月10日に退位させられた。その後は自分のかつての領国で私人として暮らした。
1878年2月18日、ベルンハルト3世はベルリンにおいて、ドイツ皇太子フリードリヒ（のちの皇帝フリードリヒ3世）の娘でベルンハルトの母と同名の又従妹シャルロッテと結婚し、娘を1人もうけた。
- フェオドラ（1879年 - 1945年） - 1898年、ロイス＝ケストリッツ侯子ハインリヒ30世と結婚

| 爵位・家督       | 爵位・家督                                                                      | 爵位・家督                      |
| ---------------- | ------------------------------------------------------------------------------- | ------------------------------- |
| 先代 ゲオルク2世 | ザクセン＝マイニンゲン公 1914年 - 1918年                                        | 次代 ドイツ革命に伴う君主制廃止 |
| 先代 ―           | 〈名目上〉ザクセン＝マイニンゲン公 ザクセン＝マイニンゲン家家長 1918年 - 1928年 | 次代 エルンスト                 |